# Ermanno Capelli
Pour les articles homonymes, voir Capelli.
Ermanno Capelli (né le 9 mai 1985 à Ponte San Pietro, dans la province de Bergame en Lombardie) est un coureur cycliste italien, passé professionnel en 2008. 

## Palmarès
- 2003
  - Trofeo Emilio Paganessi
- 2006
  - Gran Premio Palio del Recioto
  - Trofeo Banca Popolare
  - 3e du Championnat d'italie du contre-la-montre espoirs
- 2007
  - 2e de la Coppa San Geo
  - 3e du Piccola Sanremo
  - 3e du Gran Premio Palio del Recioto
  - 3e du Gran Premio Pretola

## Résultats sur les grands tours

### Tour d'Italie
2 participations
- 2008 : abandon (15e étape)
- 2010 : hors-délais (16e étape)

## Classements mondiaux
| Année           | 2006 | 2007 |
| --------------- | ---- | ---- |
| UCI Europe Tour | 213e | 366e |